# 金子容三
金子 容三（かねこ ようぞう、1983年〈昭和58年〉2月1日 - ）は、日本の政治家。自由民主党所属の衆議院議員（2期）、防衛大臣政務官。
父は農林水産大臣や長崎県知事を務めた金子原二郎。祖父は農林水産大臣、科学技術庁長官、原子力委員会委員長などを務めた金子岩三。

## 来歴

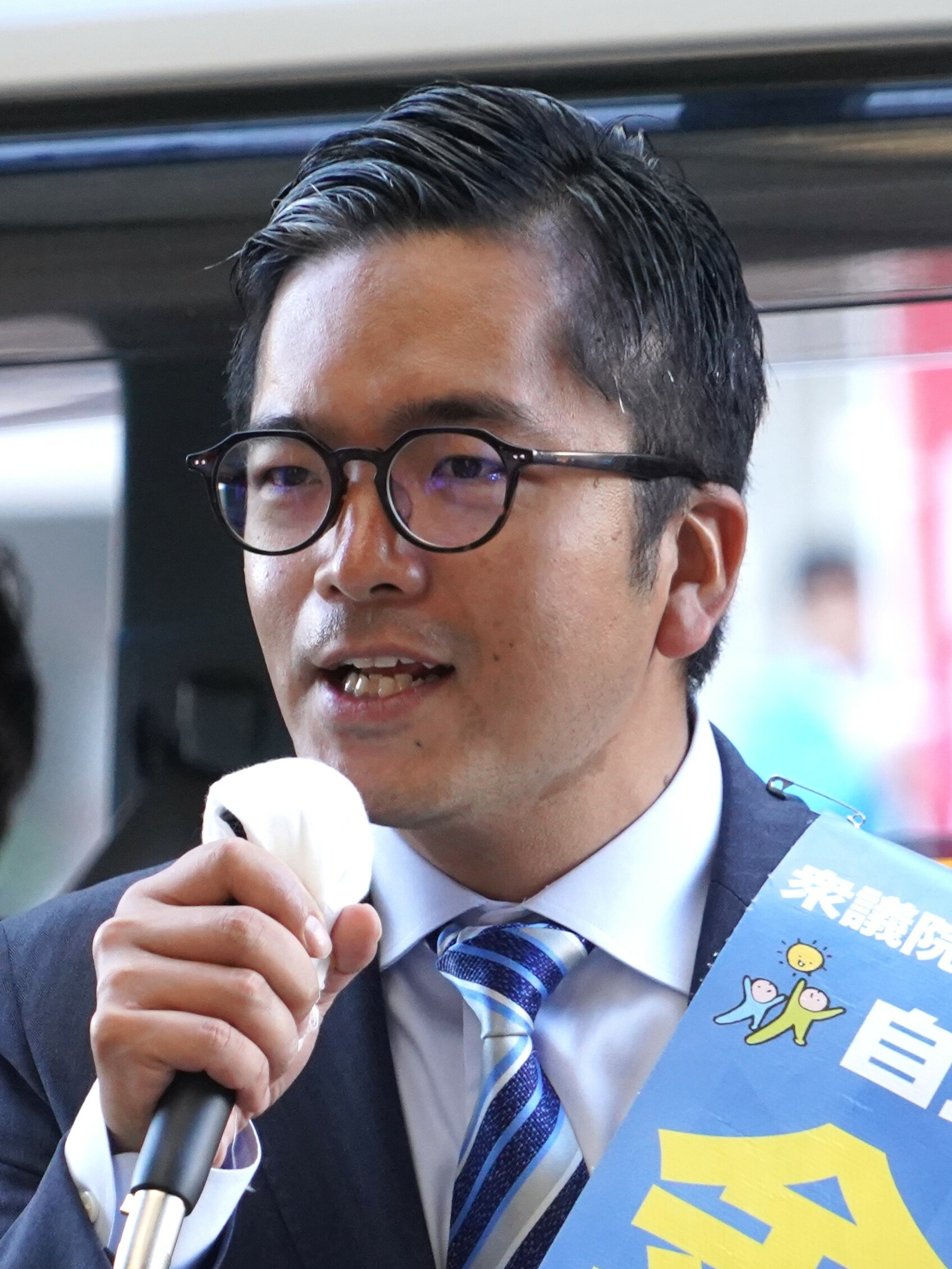
街頭演説の様子（2023年10月撮影）

長崎県長崎市生まれ。佐世保市立木風小学校、青雲中学校・高等学校を経て、2005年（平成17年）、慶應義塾大学法学部法律学科を卒業。同年、SMBC日興証券に入社。
2017年（平成29年）、ウィリアム・アンド・メアリー大学を修了し、MBAを取得。
2023年（令和5年）、TOKYO自民党政経塾（17期）を修了。同年5月20日、長崎4区選出の北村誠吾衆議院議員が任期中に死去。6月16日、金子は自由民主党長崎県第3選挙区（区割り変更後の新しい長崎3区）の支部長に選任される。同年7月、SMBC日興証券を退社。
同年8月24日、自由民主党が北村の死去に伴って実施される長崎4区の補欠選挙に金子を公認すると発表。同年9月21日、佐世保市内で記者会見を開き、正式に立候補を表明。会見内で金子は、教育改革、地域活性化、農林水産業の振興などに取り組む姿勢を示し、「証券会社で培った課題発見力、想像力、行動力を生かし、強い日本を作っていく」と抱負を語った。同年10月9日、公明党が中央幹事会で金子の推薦を決め、翌10日に告示。立憲民主党の末次精一（社会民主党推薦）との一騎打ちとなった。選挙戦では教育改革、地域活性化、農林水産業の振興などを訴え、同月22日の投開票の結果、政権や世襲への批判が渦巻く中、7,016票の差をつけ、末次を破り初当選を果たした。当選後、岸田派に入会した。
2024年（令和6年）9月12日、自民党総裁選挙が告示され、旧岸田派からは林芳正と上川陽子の2人が立候補した。金子は林の推薦人に名を連ねた。投票日前日の9月26日22時半頃、産経新聞は、麻生太郎が1回目の投票から高市早苗を支援するよう自派閥の議員に指示を出したとスクープした。9月27日朝、岸田文雄首相は高市が決選投票に残る可能性が高いと踏み、「決選は高市氏以外。党員票が多い方に投じてほしい」と旧岸田派のメンバーに一気に指示を下ろした。高市は1回目の議員投票で、報道各社の事前調査での30～40票を大きく上回る72票を獲得した。党員数と合わせた得票数は1位だったが、決選投票で石破茂に敗れた。金子は1回目の投票では林に投じ、決選投票では石破に投じた。
同年10月27日の第50回衆議院議員総選挙では、長崎3区で立憲民主党の末次精一を破り再選。
同年11月13日、第2次石破内閣にて防衛大臣政務官に就任。

## 選挙
| 当落 | 選挙                     | 執行日         | 選挙区      | 政党       | 得票数    | 得票率 | 定数 | 得票順位 /候補者数 | 政党内比例順位 /政党当選者数 |
| ---- | ------------------------ | -------------- | ----------- | ---------- | --------- | ------ | ---- | ------------------ | ---------------------------- |
| 当   | 第49回衆議院議員補欠選挙 | 2023年10月22日 | 長崎県第4区 | 自由民主党 | 5万3915票 | 53.48% | 1    | 1/2                | /                            |
| 当   | 第50回衆議院議員総選挙   | 2024年10月27日 | 長崎県第3区 | 自由民主党 | 9万930票  | 50.90% | 1    | 1/3                | /                            |